# Конференция Западного побережья
Конфере́нция За́падного побере́жья (англ. West Coast Conference) — конференция в первом дивизионе студенческого спорта США, основанная в 1952 году. Штаб-квартира конференции находится в Сан-Бруно, штат Калифорния. Участники конференции соревнуются в первом дивизионе NCAA. В настоящее время в состав конференции входит 10 университетов, расположенных на Западе США в штатах Калифорния, Орегон, Юта и Вашингтон, из которых все 10 университетов являются частными.

## Члены конференции

### Действующие члены
| Университет                       | Место положения            | Основан | Вступил   | Тип     | Студентов | Прозвище |
| --------------------------------- | -------------------------- | ------- | --------- | ------- | --------- | -------- |
| Колледж святой Марии в Калифорнии | Морага (Калифорния)        | 1863    | 1952      | Частный | 4 768     | Гэлс     |
| Университет Сан-Франциско         | Сан-Франциско (Калифорния) | 1855    | 1952      | Частный | 10 017    | Донс     |
| Университет Санта-Клары           | Санта-Клара (Калифорния)   | 1851    | 1952      | Частный | 8 300     | Бронкос  |
| Университет Тихого океана         | Стоктон (Калифорния)       | 1851    | 1952 2013 | Частный | 6 652     | Тайгерс  |
| Университет Лойола Мэримаунт      | Лос-Анджелес (Калифорния)  | 1865    | 1955      | Частный | 8 972     | Лайонс   |
| Портлендский университет          | Портленд (Орегон)          | 1901    | 1976      | Частный | 3 200     | Пайлотс  |
| Университет Сан-Диего             | Сан-Диего (Калифорния)     | 1949    | 1979      | Частный | 7 548     | Торерос  |
| Гонзагский университет            | Спокан (Вашингтон)         | 1887    | 1979      | Частный | 7 421     | Бульдогс |
| Университет Пеппердайн            | Малибу (Калифорния)        | 1937    | 1996      | Частный | 6 000     | Уэйвс    |
| Университет Бригама Янга          | Прово (Юта)                | 1875    | 2011      | Частный | 34 100    | Кугарз   |

1. ↑  С 1971 по 2012 год университет Тихого океана находился в конференции Big West.

### Бывшие члены
| Университет                                | Место положения            | Основан | Вступил | Покинул | Тип             | Студентов | Прозвище  | Нынешняя конференция |
| ------------------------------------------ | -------------------------- | ------- | ------- | ------- | --------------- | --------- | --------- | -------------------- |
| Университет штата Калифорния во Фресно     | Фресно (Калифорния)        | 1911    | 1955    | 1957    | Государственный | 22,565    | Бульдогс  | Mountain West        |
| Университет штата Калифорния в Сан-Хосе    | Сан-Хосе (Калифорния)      | 1857    | 1952    | 1969    | Государственный | 30,448    | Спартанс  | Mountain West        |
| Калифорнийский университет в Санта-Барбаре | Санта-Барбара (Калифорния) | 1891    | 1964    | 1969    | Государственный | 21,927    | Гаучос    | Big West             |
| Невадский университет в Лас-Вегасе         | Парадайс (Невада)          | 1957    | 1969    | 1975    | Государственный | 28,203    | Ребелс    | Mountain West        |
| Университет Невады в Рино                  | Рино (Невада)              | 1874    | 1969    | 1979    | Государственный | 18,227    | Вольф Пак | Mountain West        |
| Сиэтлский университет                      | Сиэтл (Вашингтон)          | 1891    | 1971    | 1980    | Частный         | 7,500     | Ребелс    | WAC                  |